# Wiler Zeitung
Die Wiler Zeitung ist die grösste Tageszeitung der Region Wil im Schweizer Kanton St. Gallen. Sie erscheint im Verbund des St. Galler Tagblatts und wird seit dem 1. Oktober 2018 vom Medienunternehmen CH Media herausgegeben. Zuvor gehörte sie der NZZ-Mediengruppe.
Die Wiler Zeitung deckt die Region Wil-Fürstenland-Hinterthurgau und Untertoggenburg ab. Diese an der Achse Winterthur–St. Gallen gelegene Region ist bevölkerungsmässig die zweitstärkste im Kanton St. Gallen.

## Profil
Die Wiler Zeitung ist eine klassische Tageszeitung und deckt neben Ereignissen aus der Region auch das überregionale Geschehen aus Gesellschaft, Politik, Wirtschaft, Sport und Unterhaltung ab. Die Zeitung erscheint von Montag bis Freitag und am Samstag als Schweiz am Wochenende.

## Geschichte
Die Region Wil zeichnete sich lange durch eine besonders grosse Pressevielfalt aus. Die älteste in Wil gedruckte Zeitung war die St. Gallische Volkszeitung von Johann Joseph Müller. Sie erschien vom 23. April bis zum 24. Dezember 1844. 1845 wurde  der konservative Wahrheitsfreund gegründet. 1846 erschien zweimal wöchentlich der freisinnige Pilger an der Thur, in dem der spätere Landammann Carl Georg Jakob Sailer redaktionell tätig war. Der Volksfreund von Wil (1851), der Wyler Anzeiger (um 1856) und der Volksfreund (1887/88) erschienen alle nur kurz. 1872 gründete der Drucker Johann Meyerhans den neuen Wyler Anzeiger, der bis 1875 einmal und ab 1875 zweimal wöchentlich erschien. 1896 gründete J. Müller den Wyler Boten. 1905 übernahm der Bote den ebenfalls konservativen Anzeiger. 1962 benannte sich der Bote in Neues Wiler Tagblatt um, das vom Verleger Paul Ruckstuhl übernommen wurde. 1998 stellte er das Blatt ein.
1856 übernahm Andreas Zehnder Druck und Verlag des Wyler Anzeigers und benannte ihn in Wiler Zeitung um. 1962 verkaufte die Druckerei Zehnder die Zeitung an die Druckerei Flawil (heute Galledia Rheintal/Galledia Print AG), die die FDP-nahen Blätter Der Volksfreund und Gossauer Zeitung herausgab. 1976 gründete die Familie Zehnder mit den Wiler Nachrichten ein neues Wochenblatt.
Am 25. September 1997 wurde bekannt, dass die Wiler Zeitung und der Volksfreund sich dem St. Galler Tagblatt des St. Galler Medienhauses Zollikofer anschliessen und dessen Mantel übernehmen werden. Im Zuge dieser Kooperation wurden 1998 die beiden Zeitungen unter dem neuen Namen Die Wiler Zeitung – Der Volksfreund vereinigt. Während der Regionalteil weiterhin eigenständig ist, wird der Mantelteil seither vom St. Galler Tagblatt bezogen. Im Gegenzug wurde die Wiler Regionalausgabe des Tagblatts eingestellt, die Abonnenten gingen an die Druckerei Flawil über, die Gossauer Zeitung ging an das St. Galler Tagblatt. Die Wiler Zeitung – Der Volksfreund erschien in zwei Lokalausgaben, einer für Flawil, Uzwil und Wil und einer für das Hinterthurgau. Seit 2002 heisst die Zeitung Wiler Zeitung, der Titel Volksfreund wurde nur noch im Untertitel geführt.
2014 übernahm die St. Galler Tagblatt AG, Teil der NZZ-Mediengruppe, die Rechte an der Wiler Zeitung; nachdem sich bereits Tamedia erfolglos darum bemüht hatte. Die Übernahme erfolgte in Form eines Aktientausches, der auch den Übergang der Lokalzeitung Alttoggenburger von der Druckerei Flawil an das St. Galler Tagblatt enthielt. Der Untertitel Der Volksfreund wurde aufgegeben.
Von August 2017 bis Juni 2020 erschien jeweils donnerstags mit A Die Wiler Wochenezeitung  die Grossauflage der Wiler Zeitung mit einer verbreiteten Auflage von zuletzt 22'826 Exemplaren. Zusätzlich zur Verteilung an die Abonnenten wurde das A auch in die Briefkästen der Nichtabonnenten aus der Region verteilt. Die Wochenzeitung erschien am 4. Juni 2020 das letzte Mal.
2018 brachte die NZZ-Mediengruppe das St. Galler Tagblatt zusammen mit der Luzerner Zeitung in das mit den AZ Medien gegründete Medienunternehmen CH Media ein. Die Betriebsaufnahme von CH Media erfolgte am 1. Oktober 2018. Seither wird die Wiler Zeitung von CH Media herausgegeben.
Seit 2019 erscheinen die Samstagsausgaben als Schweiz am Wochenende mit einem zusätzlichen 3. Bund mit Reportagen und Hintergründen sowie Meinungen und Kommentaren von Redaktoren und Gastautoren.